# Aeschynomene bella
Aeschynomene bella är en ärtväxtart som beskrevs av Hermann August Theodor Harms. Aeschynomene bella ingår i släktet Aeschynomene och familjen ärtväxter. Inga underarter finns listade i Catalogue of Life.